# Слепаков, Семён Сергеевич
Семён Серге́евич Слепако́в (род. 23 августа 1979, Пятигорск, Ставропольский край) — российский и израильский комедийный актёр, сценарист, продюсер, автор-исполнитель. Кандидат экономических наук (2003). В прошлом — капитан команды КВН «Сборная Пятигорска». Лауреат кинопремии «Ника» (2019).

## Биография
Родился 23 августа 1979 года в Пятигорске (Ставропольский край) в еврейской семье. Отец — Сергей Семёнович Слепаков, доктор экономических наук (1994), профессор кафедры экономики и управления на предприятии Института сервиса, туризма и дизайна (филиала Северо-Кавказского федерального университета в Пятигорске), в 1998—2013 годах — заведующий кафедрой. Мать — Марина Борисовна Слепакова, кандидат филологических наук, профессор кафедры французской филологии и межкультурной коммуникации Пятигорского государственного университета. Родной дед — Семён Вениаминович Слепаков (1924—1976) — специалист по политической экономии, доктор экономических наук, профессор. Двоюродный дядя — Яков Аронович Костюковский (1921—2011), сценарист и драматург. Дядя — Александр Семёнович Слепаков (род. 1956), прозаик и поэт, кандидат философских наук.
Окончил факультет французского языка Пятигорского государственного лингвистического университета по специальности «переводчик с французского языка». В 2003 году защитил диссертацию «Рыночная адаптация воспроизводственного комплекса рекреационного региона» на соискание учёной степени кандидата экономических наук.
С 2005 по 2022 год проживал в Москве.
3 октября 2018 года в интернете появилось видео Слепакова на шуточную «Песню о солсберецком шпиле» о Петрове и Баширове. Однако впоследствии оно было удалено, а копии ролика стали блокироваться видеохостингами с подачи «Газпром-Медиа». По словам самого Слепакова, утечка ещё не законченного видео произошла после отправки ссылки нескольким друзьям.
14 апреля 2023 года Министерством юстиции России внесён в список физических лиц «иностранных агентов» за «получение поддержки из-за рубежа и распространение негативных высказываний о войне». 15 мая 2023 года он подал иск к Минюсту РФ с требованием снять статус иноагента, однако иск был отклонён.

### Личная жизнь
Состоял в браке с 30 августа 2012 года, супруга — Карина, дочь участника списка Forbes Игоря Аванесяна. В разводе с осени 2020 года.

## Карьера

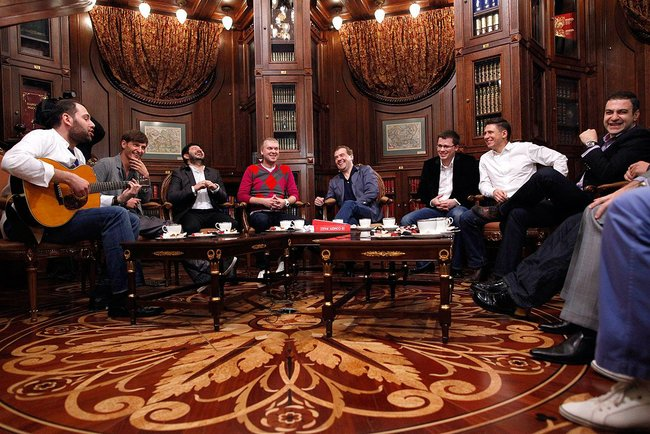
Встреча президента России Дмитрия Медведева с участниками «Comedy Club». Слепаков слева, играет на гитаре (2011 год)

В 2000—2006 годах — капитан команды КВН «Сборная Пятигорска». В 2004 году «Сборная Пятигорска» стала чемпионом Высшей лиги.
В 2006 году совместно с постоянным участником «Comedy Club» Гариком Мартиросяном и продюсером телеканала «ТНТ» Александром Дулерайном реализовал проект «Наша Russia». В том же 2006 году входил в авторскую группу спецпроектов на «Первом канале» («Весна с Иваном Ургантом», «Новый год на Первом»). С 2010 по 2022 год — резидент «Comedy Club». Был постоянным членом жюри в проекте «Comedy Баттл».
В 2008 году стал одним из продюсеров и сценаристом телесериала «Универ» и фильма «Наша Russia. Яйца судьбы». С 2010 по 2016 год — продюсер телесериала «Интерны». C 2011 по 2018 год был продюсером телесериала «Универ. Новая общага». В 2012 году стал одним из продюсеров и сценаристом телесериала «СашаТаня», а в 2013 году — продюсером скетчкома «ХБ».
В 2015 году стал одним из сценаристов и продюсеров телесериала «Озабоченные, или Любовь зла». 16 августа 2018 года на сайте «ТНТ-Premier» состоялась премьера многосерийного фильма «Домашний арест», в котором Слепаков выступил автором идеи.
В 2020 году, на фоне введения в России карантина из-за пандемии COVID-19, записал песню «Вирусная», в которой высмеял ничтожность большинства проблем обычных людей на фоне глобальных угроз.
В ноябре 2024 года Слепаков выпустил шуточную песню «P. Diddy» на своём YouTube-канале.

## Общественная позиция

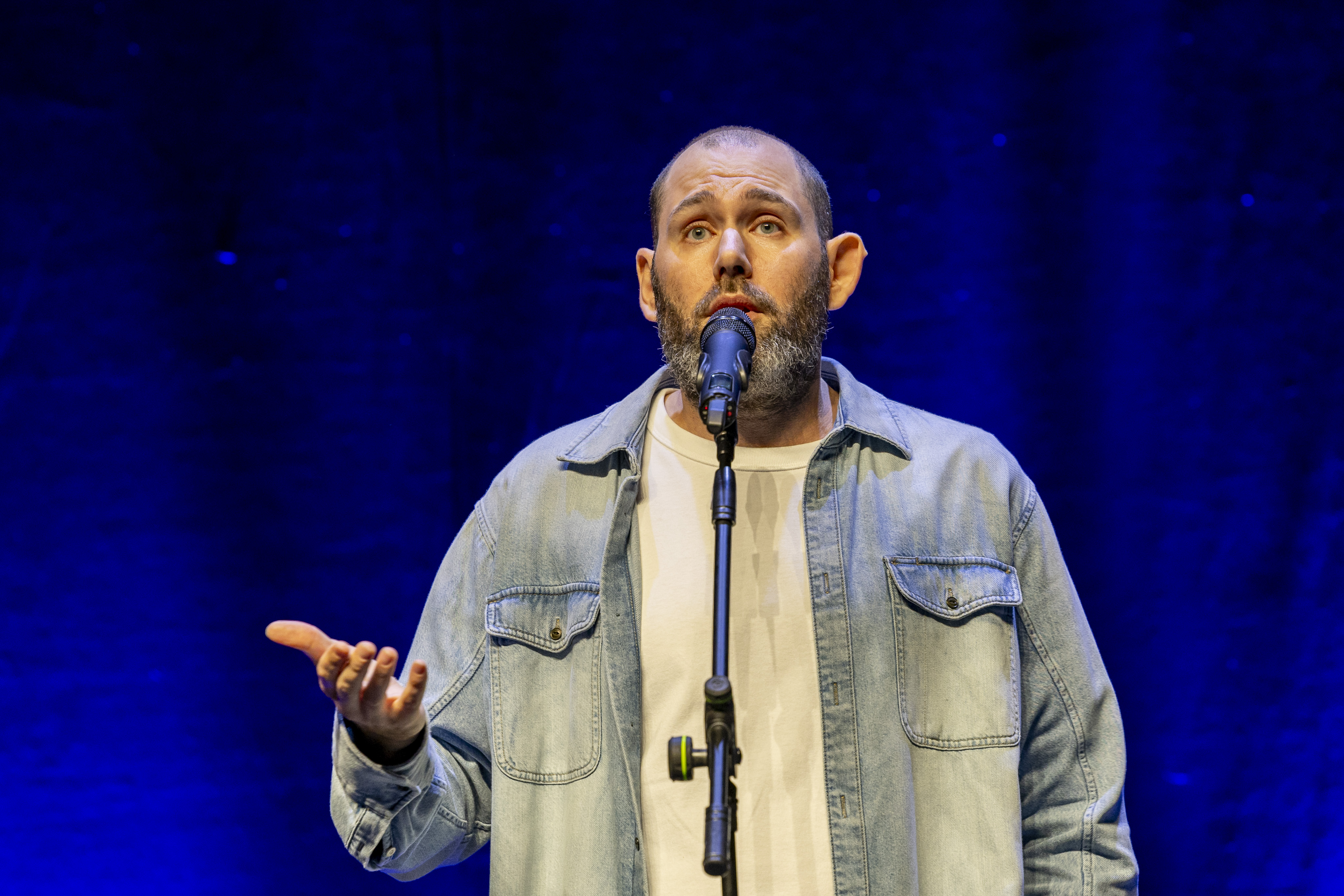
Слепаков на концерте в Израиле, 2024 год

В январе 2021 года на фоне протестов оппозиции написал стихотворения с критикой их организаторов и участников. В первом стихотворении ругает призывавших к участию в акциях протеста людей, прячущихся от потенциального правосудия за границей России, во втором — изобразил в образе рыцаря полицейского, участвовавшего в арестах в Санкт-Петербурге, в «Стихе про добро» подчёркивает большое количество несовершеннолетних участников протестных акций и пишет о проявлениях насилия со стороны протестующих. Публикации вызвали отрицательную реакцию в некоторых СМИ, критически смотрящих на действия официальных властей России.
В феврале 2022 года Слепаков выступил против вторжения России на Украину, записав видеообращение к президенту России Владимиру Путину с просьбой прекратить «военные действия на Украине». Вскоре после этого уехал из России в Израиль, где живут его близкие родственники.
В октябре 2022 года Центральный районный суд Тюмени прекратил административное дело в отношении местной жительницы, которую обвиняли в дискредитации российской армии из-за того, что она написала мелом на асфальте надпись «НЕТ В***Е». Она смогла убедить суд, что имела в виду «НЕТ ВОБЛЕ». После этого случая Слепаков выпустил песню с таким же названием «НЕТ ВОБЛЕ».
В январе 2023 года Слепаков опубликовал песню в стиле колыбельной, которая поётся от лица российской матери. Мать сожалеет, что её трёхлетний сын ещё не может пойти на войну, а средний уехал в Европу. Старший ушёл служить — и погиб. Песня возмутила ряд высокопоставленных российских чиновников.
В феврале 2024 года Слепаков опубликовал стихотворение, посвящённое смерти Алексея Навального. В нём он обращается к Владимиру Путину, обвиняя его в убийстве оппозиционера.

## Фильмография

### Шоураннер
- 2015 — Озабоченные, или Любовь зла
- 2018 — Домашний арест
- 2020 — Окаянные дни
- 2023 — Неприличные деньги

### Актёр
- 2010 — Наша Russia. Яйца судьбы — спящий охранник в институте Склифосовского[источник не указан 280 дней]
- 2011 — Универ. Новая общага — камео
- 2020 — Мёртвые души — адвокат Чичикова
- 2021 — БУМЕРанг — доктор

### Сценарист
- 2008 — Универ
- 2010 — Наша Russia. Яйца судьбы
- 2011 — Универ. Новая общага
- 2013 — СашаТаня
- 2015 — Озабоченные, или Любовь зла
- 2018 — Домашний арест
- 2020 — Окаянные дни
- 2023 — Неприличные деньги

### Продюсер
- 2006 — Наша Russia
- 2008 — Comedy Woman
- 2008 — Универ
- 2010 — Наша Russia. Яйца судьбы
- 2010 — Интерны
- 2010 — Comedy Баттл
- 2011 — Универ. Новая общага
- 2013 — ХБ
- 2013 — СашаТаня
- 2014 — Не спать!
- 2014 — Танцы
- 2014 — Однажды в России
- 2015 — Озабоченные, или Любовь зла
- 2016 — Бородач. Понять и простить
- 2018 — Домашний арест
- 2018 — Год культуры
- 2019 — Две девицы на мели
- 2020 — Окаянные дни

Видеография
- В 2007 году снялся в клипе певицы РуКолы (ранний псевдоним певицы Манижи) «Пренебрегаю».

## Дискография
- В 2005 году записал первый музыкальный альбом.
- С 2010 по 2016 год, как бард-«десятник», представлял свои песни в шоу «Comedy Club»[33].
- «Семён Слепаков. Козёл № 1» (2012).